# Papallona de Colorado
Hypaurotis crysalus és una espècie de lepidòpter papilionoïdeu de la família dels licènids (Lycaenidae) endèmica del matollar de les rouredes del sud-oest dels Estats Units i del nord de Mèxic. Fou designada com a insecte estatal de Colorado el 1996.

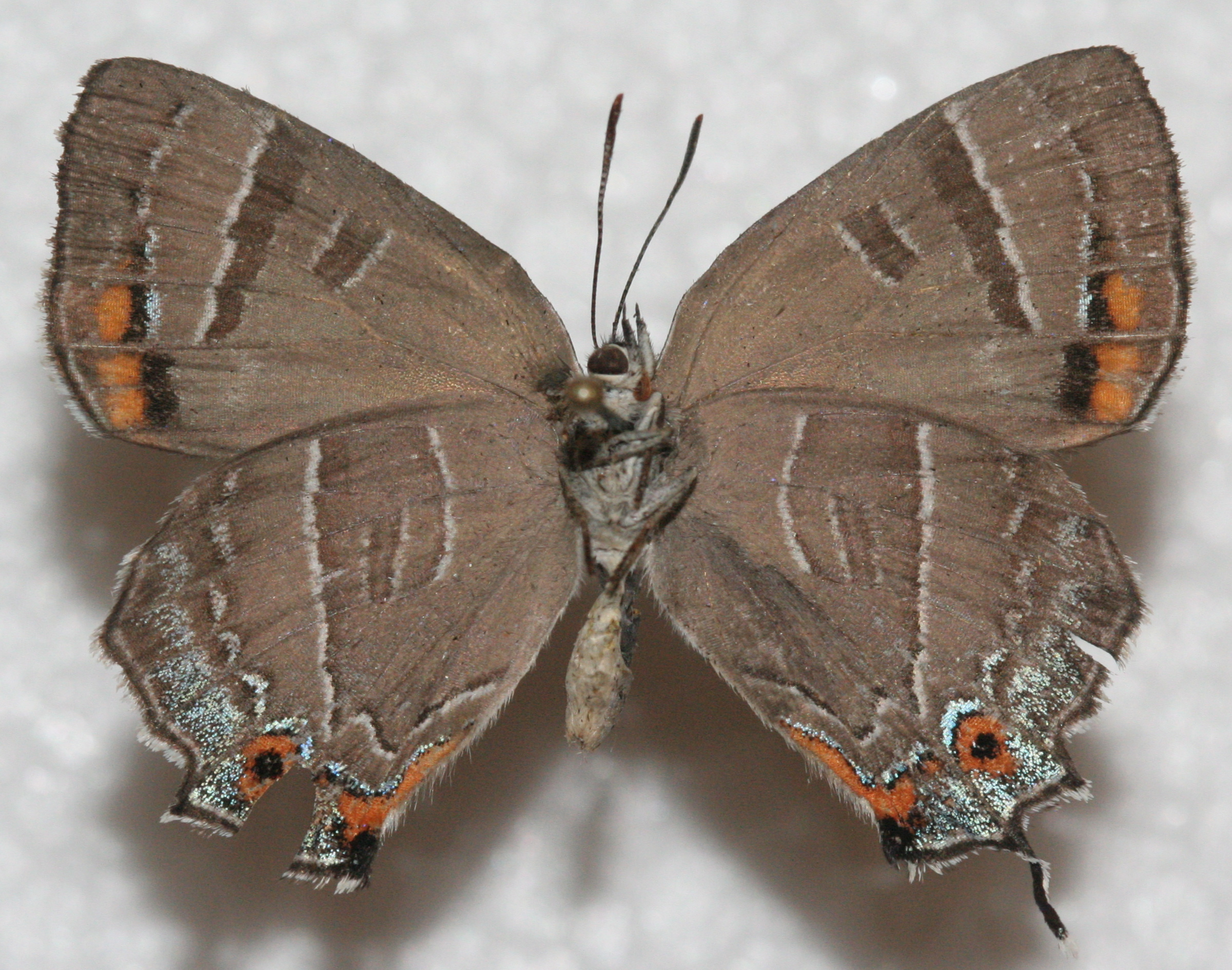
Part inferior de les ales

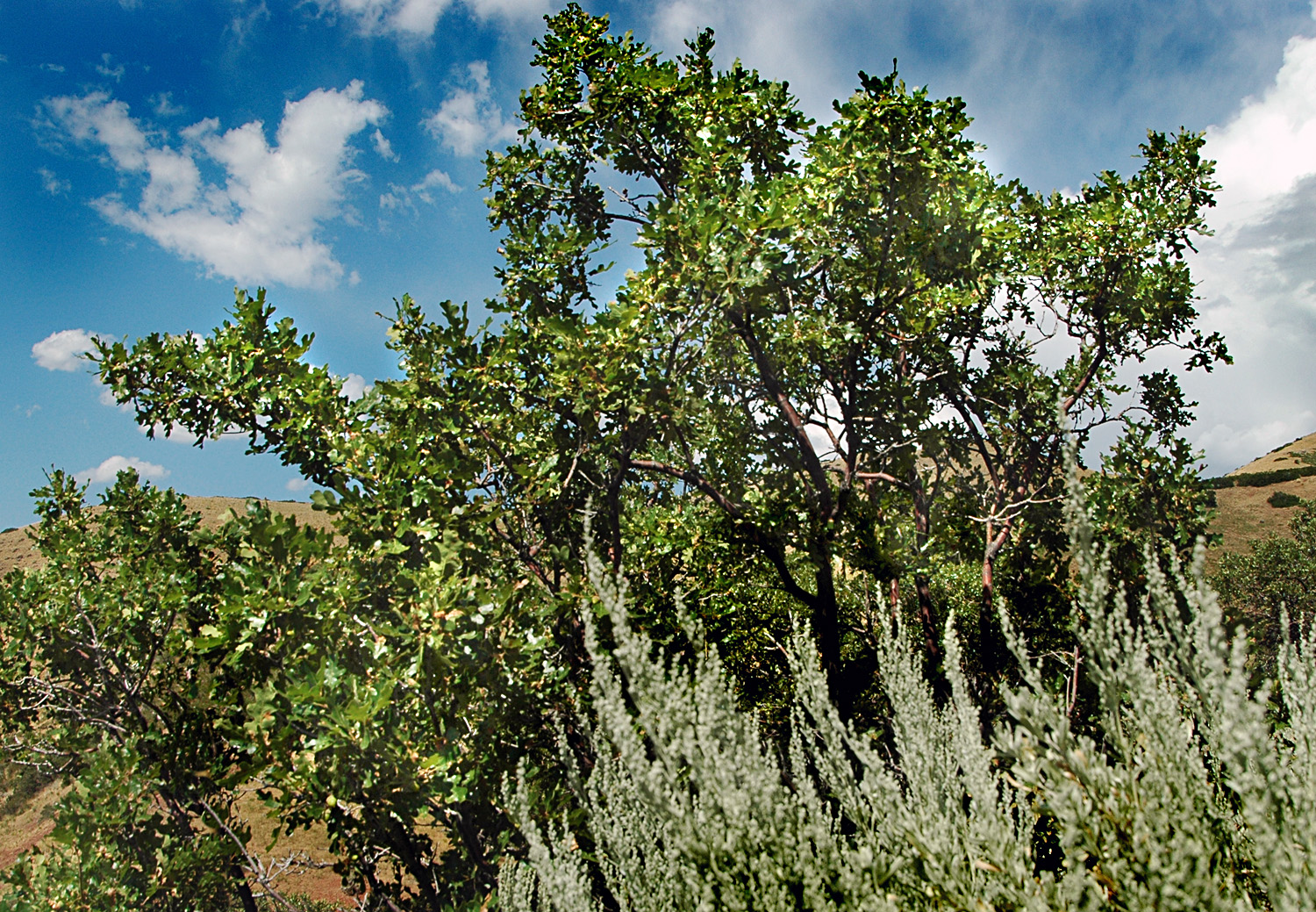
La papallona de Colorado es troba associada al roure de gambel

La part superior de les ales és de color porpra fosc amb una vora ampla negra o fosca. Cada ala té taques de color taronja a la part inferior externa, i cada ala posterior té una cua similar a un cabell fi. La cara inferior de les ales és de color gris fosc, amb taques blanques i fosques, unes clapes de color taronja a la vora de cada ala davantera, i una taca taronja amb un centre negre a les ales posteriors a prop de la cua. Té una envergadura de 3,1 a 3,8 cm.
Aquesta espècie depèn del roure de gambel (Quercus gambelii), que és alhora el lloc de descans preferit de les adultes i la font alimentària habitual de les erugues. Els ous són dipositats individualment a finals de l'estiu en les branques dels roures de gambel o en una altra espècie de roure. Les erugues surten a la primavera i en mengen les fulles joves. Les adultes s'alimenten de la saba dels arbres i, probablement, de la mel de melada secretada per uns altres insectes en comptes de les flors. L'espècie vola, en general des de mitjans de juny fins a agost. Es troba principalment a Utah, Colorado, Arizona i Nou Mèxic, els estats de l'altiplà de Colorado, tot i que també es pot trobar en petits reductes de Nevada, Wyoming i Durango (Mèxic).